# 鹿地事件

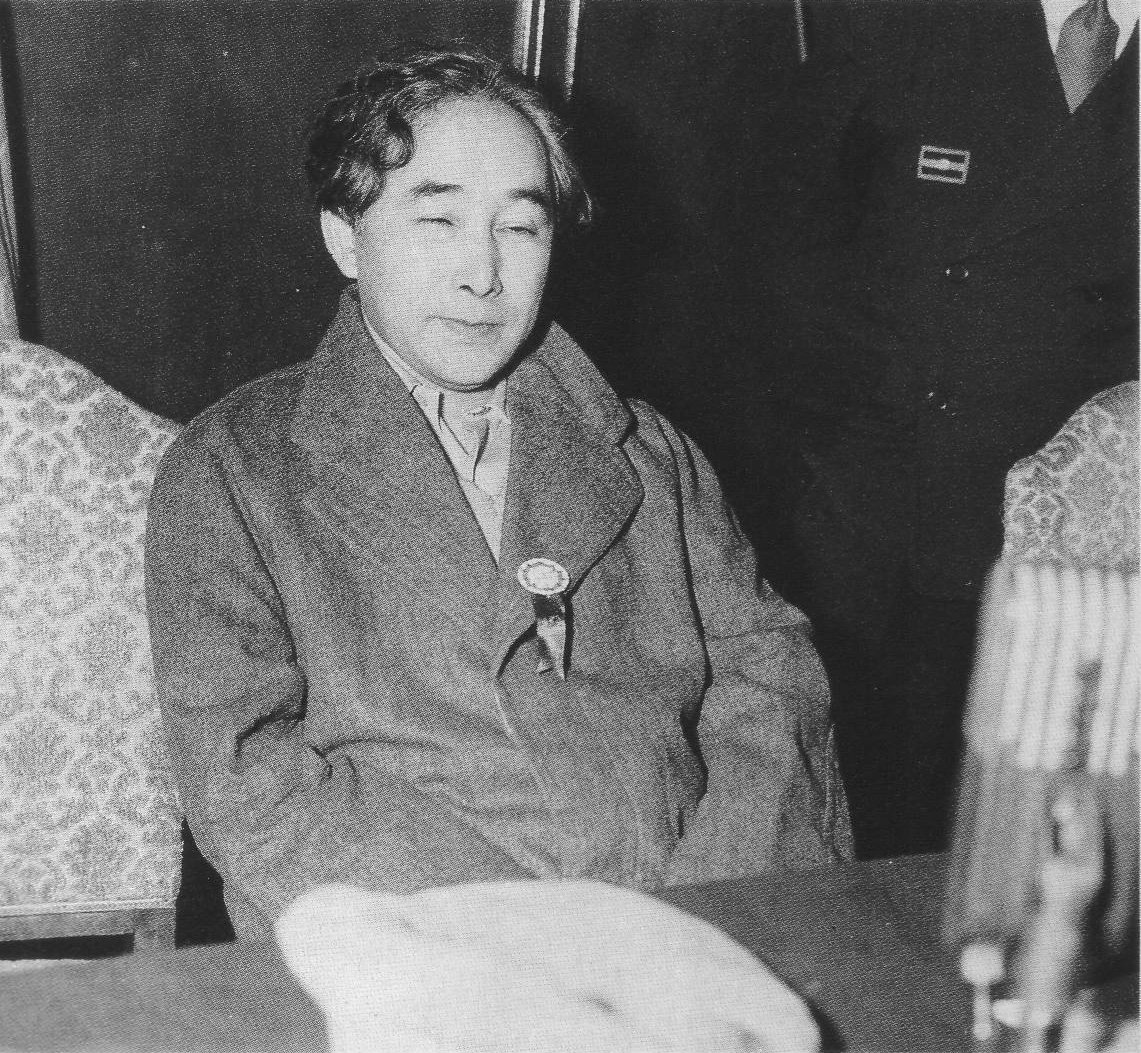
衆議院法務委員会で鹿地事件に関する証言に臨む鹿地亘（1952年12月10日）

鹿地事件（かじじけん）は、小説家の鹿地亘が1951年から1952年にかけてGHQを構成する一角であったアメリカのキャノン機関に拉致監禁されていた事件。鹿地亘事件ともいう。

## 概要

### 拉致

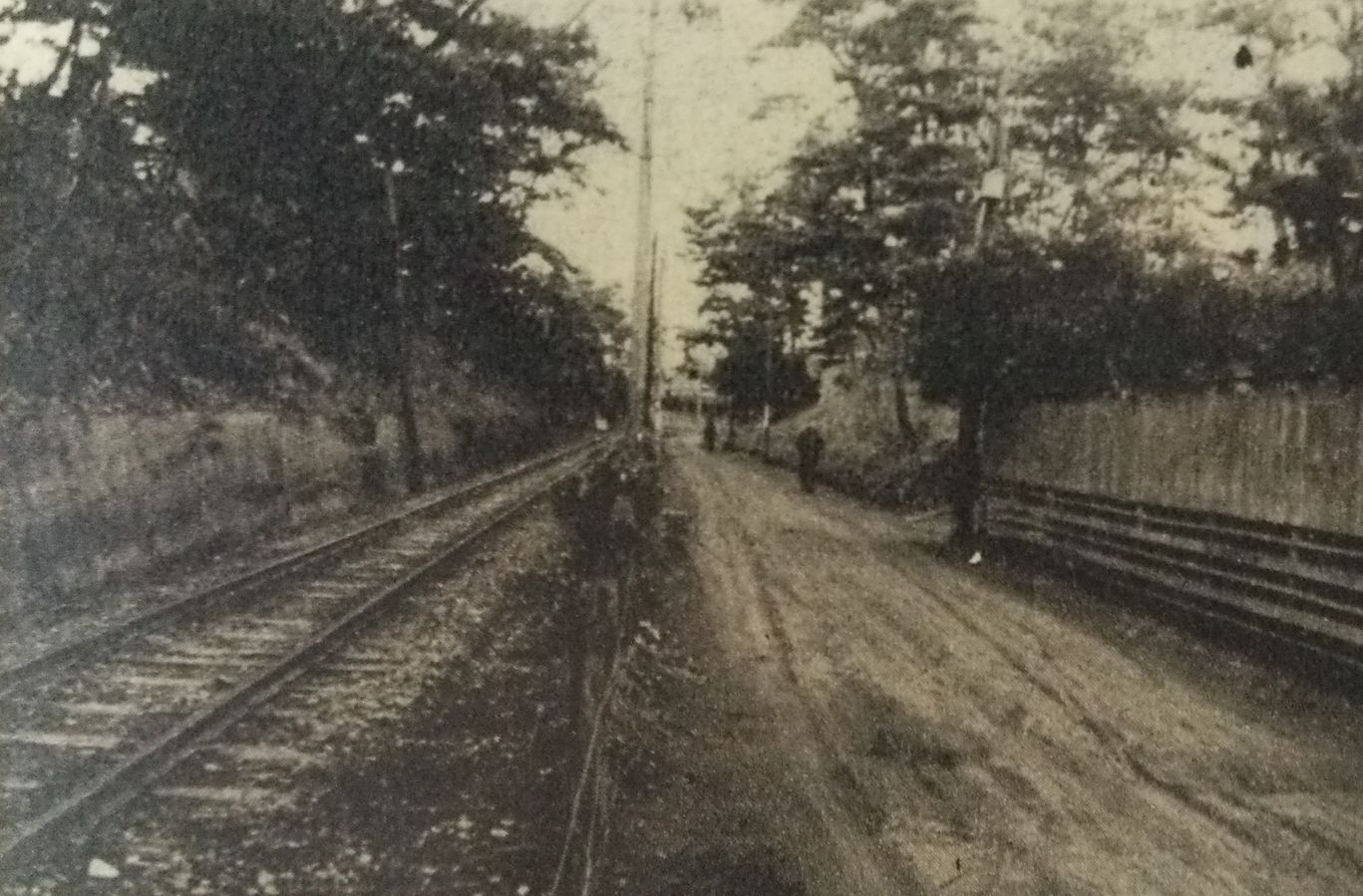
拉致現場（江ノ島電鉄鵠沼駅から藤沢方面およそ200メートルの場所）

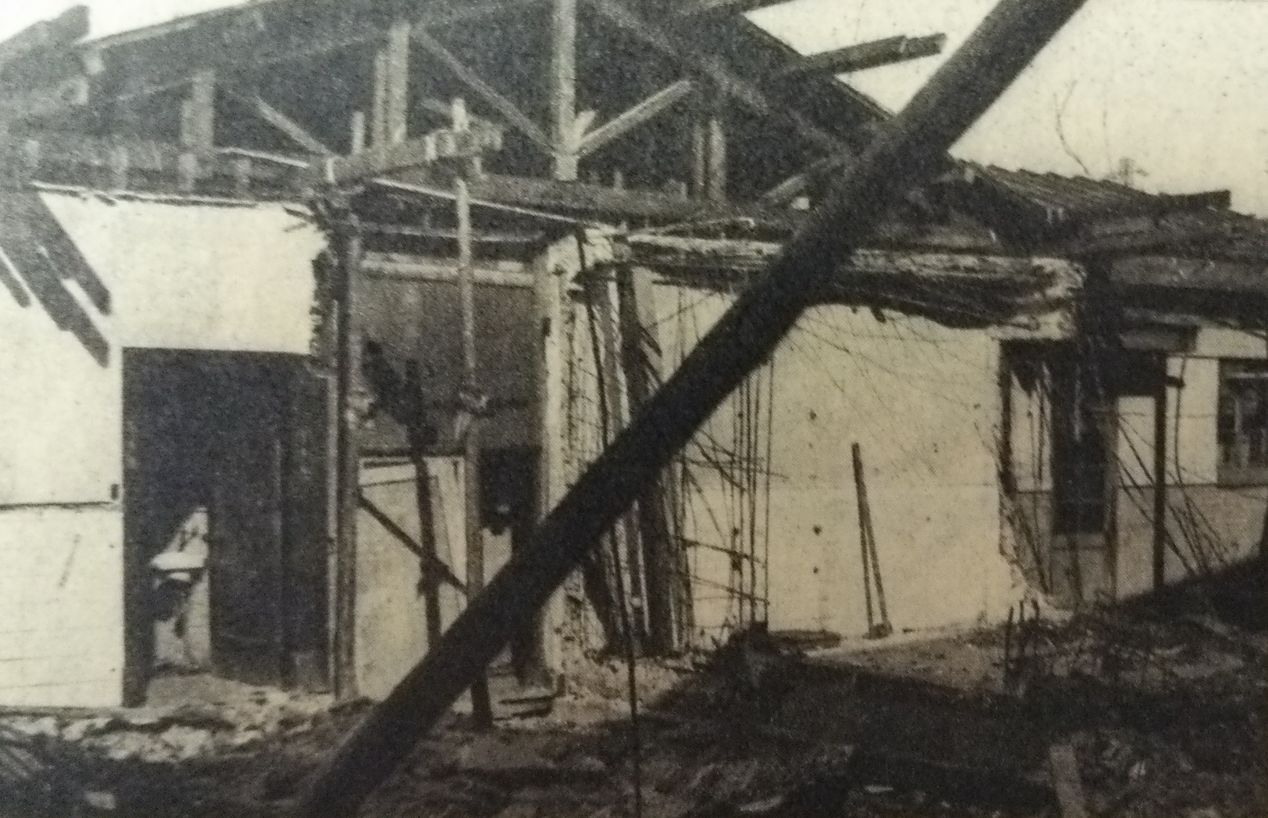
鹿地が監禁されていた場所の一つ

1951年11月25日午後7時頃、鹿地が藤沢市鵠沼の自宅付近を散歩中、軍用車から降りてきた数人のアメリカ軍人に突然殴り倒されて車で拉致され、当時キャノン機関が接収して使用していた東京湯島の旧岩崎邸などに監禁された。監禁場所は藤沢や沖縄のアメリカ軍施設など点々と変えられた。
監禁中、経歴と思想について執拗な尋問を受け、さらにアメリカのために特殊活動を行うことを強要された。鹿地は戦時中、中華民国・重慶において蔣介石保護下で結成した日本人民反戦同盟に拠って日本軍兵士・捕虜に対する反戦プロパガンダ活動などに従事していた（軍事委員会政治部）。また、国民党だけでなく中国共産党の関係者とも知人関係にあった。その関係で当時からソ連やアメリカの諜報活動をしていたとの主張も、事件当時政府関係筋からは流れている。米軍は、あらたにアメリカ側に立つ形で同種の宣伝活動を鹿地に行わせようとしたとも、鹿地がソ連と接触があると考えて二重スパイとして利用しようとしたとも言われている。なお鹿地は監禁中、2回の抗議の自殺を図ったがいずれも未遂となった。

### 解放
職員として雇われていた日本人青年（山田善二郎）は鹿地の2回目の自殺失敗後の様子を見て同情、自殺未遂事件の結果として鹿地の監視役となったことを機に、鹿地の外部との連絡役を密かに果たすことにした。1952年にその仕事を辞めたが、その後の鹿地の安否に不安を感じ、ついに一切を暴露することを決意、鹿地の家族に連絡、同年11月12日に家族は鹿地の捜索願を出している。同年12月6日には、家族の依頼を受けた左派社会党の猪俣浩三代議士などが解放に向けて尽力し、鹿地が昨年来失踪し監禁されているらしいことが報道されるに至ると、鹿地は12月7日に神宮外苑において解放され帰宅した。当初の米軍公式スポークスマンの発表は、占領期に軍拘禁したことはあるが短期間で解放した、講和条約発効後は米軍は日本人を拘束したことはないというものだった。この発表について、米軍の拘束について語るだけで他による拘束については触れるのを注意深く避けている、情報機関が拘束していたのではないかとの観測も直ちに出ている。
猪俣浩三によると、当時の米国では鹿地事件の新聞記事は掲載禁止とされたため米国人はこの事件を知らず、また当時の駐日アメリカ大使さえこの件で何の報告も受けておらず日本の国会の質問に対し見当違いの返答をするなど、秘密機関の暴走の危うさを示す事件だった。

### 国会証人喚問
山田善二郎により公となった事件は衆議院法務委員会で取り上げられ、鹿地は解放直後の1952年12月10日に証人喚問されて事件について証言をした。国会証言では、他の証言者から鹿地はもともと反戦主義者であったとして、国民党の軍事委員会の顧問のようになり、日中戦争に関し反戦活動をしていたことが本人や他の証言者からも述べられている。鹿地の証言では、監禁中、中国でやったようなことをやってくれと言われ、政治的にアメリカの極東政策には日本国民として賛成できない、協力することはないと答えたとしている。
1963年、鹿地は事件の詳細を記したとする著書『謀略の告発』（新日本出版社）を発表した。

### スパイ問題
鹿地は事態の告発を行った。鹿地は10日、11日と国会に呼ばれ、証言を行ったが、そのさなかに米大使館から鹿地はソ連のスパイで軍拘禁されたものだとする声明が出された。鹿地は、これに反発、当初は釈放にあたって何ら条件は付けられていないと語っていたが、釈放にあたって、実はソ連のスパイであったことを認める、米側に賠償を要求しないとの誓約書を書かされていたとし、脅迫によるものだとして拘束されない意向を示した。また、斎藤国警（正確には国家地方警察。以下、当時の略称に従い「国警」とする）長官が鹿地解放の直後にかねて追っていたスパイ容疑者を逮捕したところ、米国から10日にその人物が鹿地と関係があるとの連絡を受けたと語った。鹿地はこれに対し自身がスパイであることを否定した。
この間、無線機器会社社員であった三橋正雄が、事件を知って身の危険を感じ恐ろしくなったとして、自身が米側の依頼でソ連に対する二重スパイとして働いていたとして国警に自首、自身は鹿地の依頼を受けて無線通信をしていたものとして供述した（参照：三橋事件）。（なお、後の国会証言で、三橋は米軍の勧めで自首したと語っている。）
当初、三橋は自宅で逮捕されたと報じられている。1年以上も放置されていた無免許無線が鹿地事件が発覚した途端になぜ逮捕されたのかとの疑問がマスコミ等からあがる中、12日夜、斉藤国警長官は朝日新聞の取材に対し独自の捜査でスパイを追って容疑者を逮捕したものとし、（三橋とは明言しなかったが）一人を取調べていると回答した。ところが、毎日新聞からは13日朝刊で、米国情報機関が日本の国家警察の了解を得て昨年から今年12月7日まで鹿地を拘禁していたもので、その間の鹿地への尋問で分かったスパイ容疑者を2、3日中に逮捕することになっているとの情報を、米国の確かな筋から得ていたとの報道がなされた。また結局、最終的には三橋は、本人が自首したものとされた。むしろ国警自らが監禁事件からスパイ事件への問題本質のスリカエと辻褄合わせのため、三橋を交えての取調というより対応策の協議を行った結果のドタバタであった趣がある。
さらにドタバタは続く。斉藤国警長官は、鹿地がゾルゲ事件のゾルゲ団との関係を示唆し、また、一部マスコミには政府筋某方面の話として、鹿地は中国で国民党のために日本向け反戦宣伝を行っていたが、アメリカ諜報機関にも協力し、さらに実際にはソ連諜報機関の指令を実行することが目的の三重スパイとしてよく知られていたとの話が流れた。これに対し、ゾルゲ事件担当の検察官であった中村登音（この時は弁護士になっていた）からは、ゾルゲ団が活動していたころは鹿地は中国の重慶にいたのだから関係ないだろう、米中ソの三重スパイとゾルゲ事件とではスケールが違い過ぎるだろうとの発言が出ている。また、国警からは連絡役スパイとしてソ連人数名、日本人2名を掴んでいるとの発表がなされたが、結局日本人についてさえ、その存在はウヤムヤになった。
鹿地は三橋の主張に対しても自身がスパイであったことを否定した。すると、国警が米大使館から受け取っていたものとして、鹿地が監禁中に書いたスパイ活動を働いたことを認める自供書なるものが衆院法務委員会で公開された。鹿地はこれを自殺を図り心身が弱っていた時に米側の言うままに書いたものだとして、真実と異なるものだと述べた。
当時、警察は、国警こと国家地方警察と自治体警察の二本立ての時代で、スパイ容疑については国警が、監禁容疑については当時は自治体警察であった警視庁が担当することになった。鹿地の証言やマスコミ報道を通じて、この事件の責任者として米軍キャノン少佐の名があがり、日本における米国特務機関キャノン機関の存在とその活動の一端が露わとなった。当時、講和条約発効により日本は主権を回復していて、米国特務機関の活動について日本の主権が侵され、日本人の人権侵害が行われたのではないかと問題になった。
しかし、当時は未だ米国の日本政府に対する影響力も絶大であった。内閣法制局は駐留軍将兵については①日本に捜査権についてはあるがこれも行政協定で一定の制限がある、②国会証人として呼ぶときは行政協定にも規定がなく国際法に従うが、米国政府職員であれば国際法上の根拠はないが国際礼譲として本人の承諾がいるとするのが妥当、③鹿地が告訴するなら一応受理して捜査し、駐留軍人であれば事件を駐留軍に移送するとの国会答弁であった。斎藤国警長官は、監禁について米軍側から、鹿地本人から保護を求められたもの、本人も満足している、本人が同意するなら解放したい、その場合は警察で保護して欲しいと聞かされたとし、結局、知っていたとして国会で答弁している。鹿地は、このような国警の態度を厳しく非難した。鹿地のスパイ容疑について、国警は鹿地のスパイ容疑を前提に捜査を進めたが、一部の国警関係者からの情報として、三橋の自首も米軍の命によるものではないかとの報道すらなされる有り様であった。さらに、国警側は決定的証拠として三橋・鹿地間でやり取りされた葉書を握っているとの主張をしたが、その後、この葉書を紛失したとして現物を何ら提示できないままとなった。監禁問題については、結局キャノン機関の責任者と目されるキャノン少佐が帰国し、うやむやとなっている。1953年8月の一連の国会証言の中では、他の人物からも、キャノン機関にやはり拉致され、拷問されて、スパイとして働くことを強要されたという証言がなされている。
米国大使館は不当に監禁してはいないという立場ではあったが、それでもマーフィー米国大使は出来る限りのことはするとしつつ、深入りすれば自分の手の出せない領域に入るかもしれない、日本の国会が国会独自の立場で結論を出されたいと語り、もはや事実上、彼自身としてはどうすることも出来ない、せめて日本側の動きに妨害も干渉もしないから、自分ごととして日本国民が自分で頑張ってくれという態度であった。
鹿地は結核のため肋骨を多数切除していて、鹿地自身によれば米軍拉致直後に米軍が用意して診察された医師から（病気に関し）命の保障は出来ない状態だと言われたという。監禁中に治療を受け、かなり改善していたようであるものの、鹿地自身はその病状から望まなかったようであるが、解放による監禁事件の発覚後この問題を理由にたびたび国会証言のための出頭をたびたび求められることになった。しかし、それは参考人としての招致ではなく、容易に拒否できない証人喚問であった。また、その証人喚問は鹿地の病気がちな妻にまでなされた。さらに、三橋が逮捕されると、今度はスパイ容疑を理由にまた鹿地や妻への証人喚問が行われ、次いで三橋の裁判へ証人としての本人の出頭、さらには、あらためて国会で三橋と対決する形での証人喚問と、出頭を続けさせられることになった。なお、鹿地が病状を理由に取調を拒否したとき国警側は一時、病状の強制鑑定に踏み切ろうとして鹿地の支援者らの抵抗のために失敗している。このとき、鹿地側が拒否した理由は、国警側が用意した医師が、前に結核予防所に勤めていたときに療養所の患者に評判が悪かったこと、1年前に麻薬事件に関連していて警察に弱みがあることとなっている。
三橋の無免許無線容疑については、当時の日本アマチュア無線連盟理事長大河内正陽 東工大講師から、新聞報道の写真に載ったアンテナがテレビ受信程度のものであること、かつて少年が出来心で不法電波を出したところ数十名の武装警官にじきに自宅を包囲された事実があることを知っている（なのに当無免許無線行為は事実であれば1年以上も放置されていたことになる）として、疑問を呈されている。しかし、三橋は、鹿地も共犯だったとした上で、自らもスパイ活動を行っていたと自供する形で、無免許無線局の開設・運用による電波法違反で懲役4か月の実刑判決（未決拘留80日。残日数は40日となる。）を受ける。勤めていた会社は早いうちから三橋を解雇するつもりはないことを表明していた。また、アメリカの配慮でかねて行きたかったアメリカ、カナダに無線の勉強に行く予定であることが保釈時に報じられている。三橋の方はそれなりの救いの手が得られたものと思われる。
鹿地はあくまでスパイではないことを主張し、16年間にも及ぶ裁判の末、最終的に1969年無罪が確定した。1審有罪に対する逆転無罪である。長期化した原因の一つとして、鹿地が三橋に渡したとされる暗号文の筆跡鑑定に7年半もかかったことがある。かつて国警が決定的証拠の一つとしながら紛失したとする葉書は、事件発覚後1、2か月経つか経たないかのうちに「鹿地の筆跡に間違いないと、あまり見ないほどの確かな鑑定結果が出た」と、国警が発表していたのとは大きな違いである。裁判の暗号文の鑑定結果は計2通、鹿地の筆跡とするもの、鹿地の筆跡ではないとするもの、正反対のものがそれぞれ出た。判決内容は、筆跡鑑定の結果は信頼できない、共犯という三橋の証言は、新聞報道で鹿地の写真を見た時にはそれが自身に暗号文を渡していた人物と確信できなかったにもかかわらず、米国情報機関の者から自首を勧められる段になって確信したというのは、信用できないというものであった。